# Terakotowa Armia

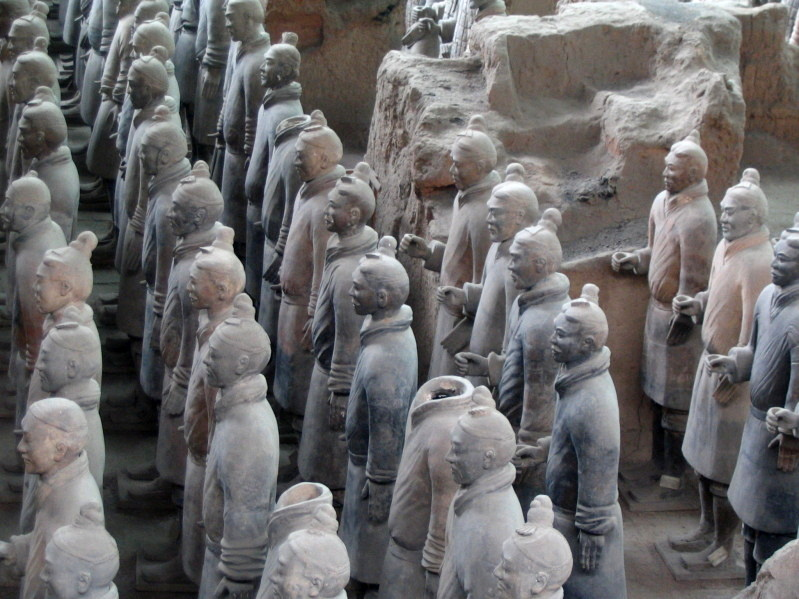
Oddziały Terakotowej Armii

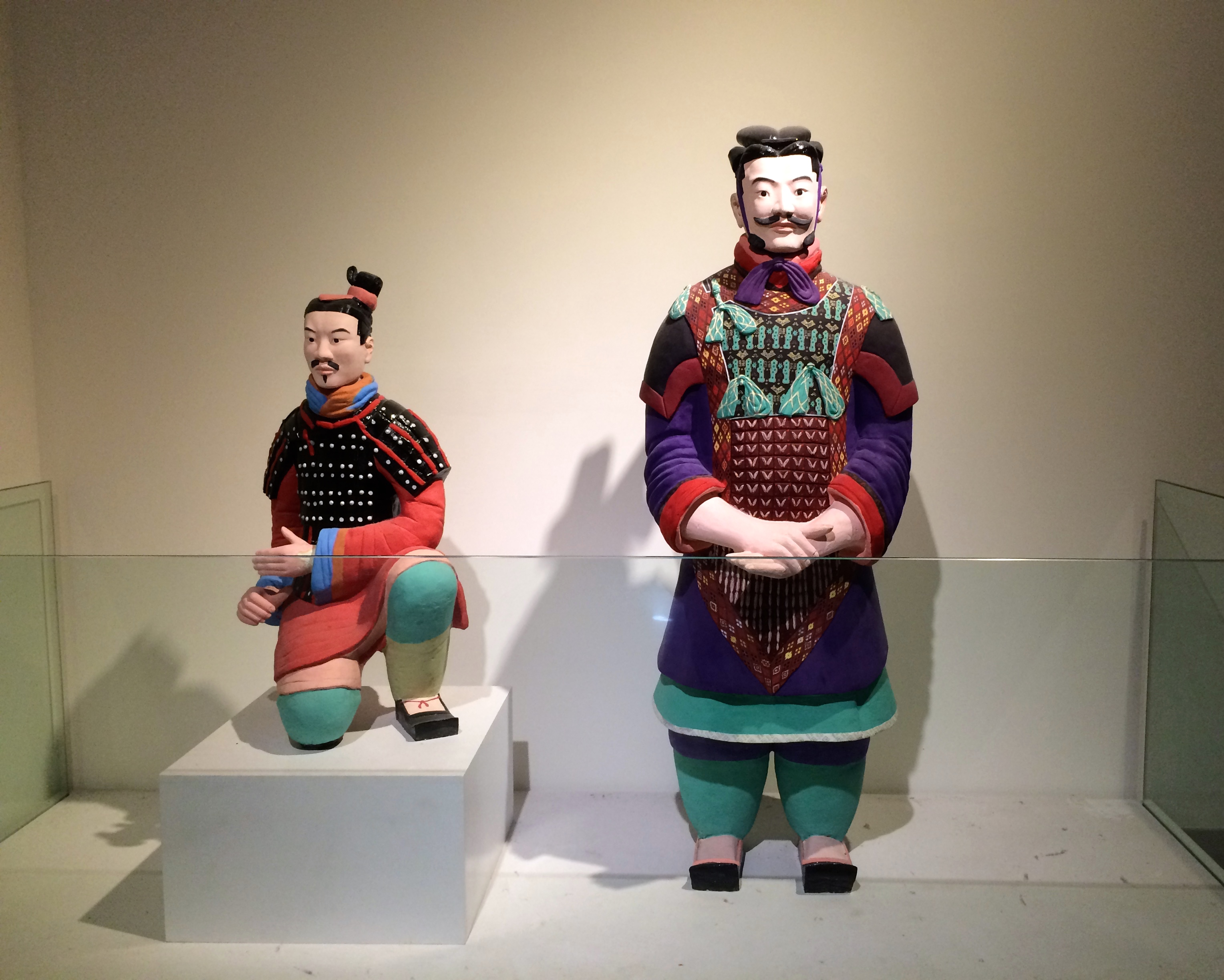
Nieliczne figury pomalowano po odkryciu

Terakotowa Armia (chiń. upr. 兵马俑; chiń. trad. 兵馬俑; pinyin bīngmǎ yǒng; dosł. „Figury grobowe żołnierzy i koni”) – zbiór ok. 8,1 tys. figur naturalnej wielkości, wykonanych z terakoty (wypalonej gliny), przedstawiających żołnierzy, oficerów i konie znajdujących się w grobowcu chińskiego Pierwszego Cesarza Qin.
Armia znajduje się w odległości 1,5 km na wschód od sarkofagu, na terenie dzisiejszej prowincji Shaanxi. W trakcie pogrzebu cesarza w 210 p.n.e. cała armia również została umieszczona w podziemnych pomieszczeniach, których wysokość wynosiła ok. 3 m. Ich posadzki zostały wybrukowane cegłą, a konstrukcję dachu wykonano z drewna. Z biegiem czasu dach zawalił się, a figury zasypała ziemia. Powierzchnia, na której je odnaleziono ma 210 m długości na 60 m szerokości. Cały kompleks budowli składających się na mauzoleum zajmuje ponad 100 km², a jego najważniejszym punktem jest wzniesienie, pod którym umieszczono komnaty grobowe otoczone przez podziemny mur obronny. 
Według wierzeń, Terakotowa Armia miała strzec cesarza i pomóc mu odzyskać władzę w życiu pozagrobowym.
Figury ustawione są w rowach w szyku bojowym, są to naturalnej wielkości (od 1,62 do 2,02 m) postaci piechurów, łuczników, kuszników, generałów, urzędników, akrobatów, muzyków, tancerzy, medyków i pracowników cywilnych. Oprócz ludzi w mauzoleum znajdują się figury zwierząt, m.in. koni pociągowych, wierzchowców, bocianów, żurawi oraz kaczek. Są też wojskowe wozy i karoce, żołnierze byli wyposażeni w dużą ilość autentycznej broni z brązu, w tym mieczy oraz grotów włóczni i strzał.
Rzeźby żołnierzy mają zindywidualizowane rysy, pierwotnie wszystkie figury były pomalowane w kolorach jasnoczerwonym, niebieskim, różowym i złotym. Kolory zachowały się do czasu odkrycia w 1974 roku, jednak pod wpływem powietrza barwy zaczęły stopniowo zanikać, niektóre w kilkanaście sekund. Każdy żołnierz ma charakterystyczną rangę wojskową i właściwą dla jego jednostki broń.
Do 2017 r. odkryto w mauzoleum około 8100 glinianych figur, a przebadano ok. 400 m² terenu.

## Historia
Figury zostały przypadkowo znalezione podczas kopania studni w marcu 1974 roku przez trzech mężczyzn: Yang Xinman, Yang Peiman i Yang Peiyan. O odkryciu został powiadomiony urząd w Lintong, który zarządził wydobycie na powierzchnię kilku posągów w celu wysłania ich do Xi’an. Rok później potwierdzono przynależność żołnierzy do terakotowej armii, a w miejscu odkrycia w 1976 r. rozpoczęły się wykopaliska, których pierwsza tura trwała do 1979 roku. Od 1979 figury były stopniowo udostępniane zwiedzającym. Muzeum Terakotowej Armii Pierwszego Cesarza Qin w Xi’anie, składające się z trzech krypt o głębokości od 4 do 8 metrów, zostało otwarte w obecnym kształcie w roku 1994.

## Wykonanie

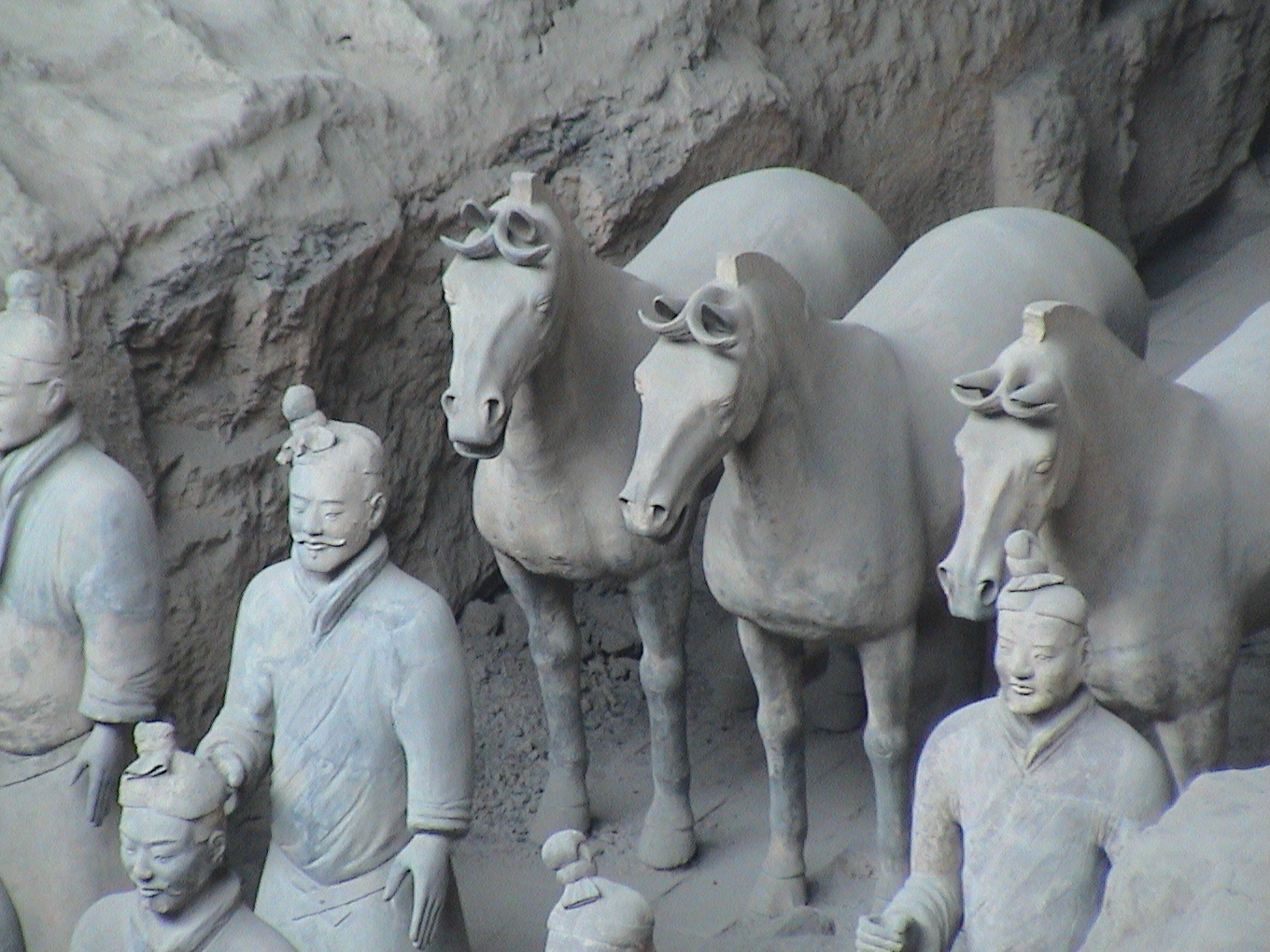
To tylko kilka z ponad 8 tys. figur, każda jest inna

Prace przy budowie mauzoleum trwały 38 lat i jak zapisał Sima Qian, w budowę było zaangażowanych 700 tys. rzemieślników i robotników z całego imperium, w tym niewolników, których zabito i pochowano w odległości pół kilometra od kompleksu grobowego. Każda figura posiada cechy indywidualne, każda twarz jest inna i przedstawia inne emocje, żołnierze przedstawieni są w różnych pozycjach, prawdopodobnie do każdej figury pozował inny człowiek. Z powodu niepowtarzalności, rekonstrukcja uszkodzonych egzemplarzy jest trudna i żmudna. Nogi każdej z rzeźb są lite, natomiast korpus i głowa puste w środku, dzięki temu zachowują pion. Analizy mikroskopowe i badania porównawcze materiałów wykazały, że wszystkie rzeźby wykonano z tej samej gliny.
Z trzech sektorów, w których odnaleziono glinianą armię, największym jest ten opisywany numerem 1. Znajduje się w nim kompletny pułk piechoty, liczący 3210 żołnierzy, w tym 200 kuszników i łuczników. Wyposażeni zostali w różnego rodzaju prawdziwą broń (wykonaną z drewna i brązu) i 6 wozów bojowych, każdy zaprzężony w parę glinianych koni. Sektor 2 (odkryty w 1976 r.) zawiera oddział kawalerii i oddziały pomocnicze, natomiast w sektorze 3 (odnaleziony kilka tygodni po drugim) znajduje się prawdopodobnie dowództwo glinianej armii.
Terakotowa Armia od 1987 roku znajduje się na liście światowego dziedzictwa UNESCO.